# Schoenlandella testaceipes
Schoenlandella testaceipes är en stekelart som först beskrevs av Cameron 1906.  Schoenlandella testaceipes ingår i släktet Schoenlandella och familjen bracksteklar. Inga underarter finns listade i Catalogue of Life.